# Armistice de Moscou
 (juin 2021).
La Finlande et l'Union soviétique signèrent l’armistice de Moscou le 19 septembre 1944, mettant fin à la guerre de Continuation. Cet armistice ne doit pas être confondu avec le traité de paix de Moscou de 1940 mettant fin à la guerre d'Hiver entre les deux pays. Le traité de paix final fut signé entre la Finlande et l'URSS à Paris en 1947.

## Histoire de la signature
En juillet 1944, après la prise de la ville de Vyborg, les troupes soviétiques s'arrêtent. Le commandement soviétique décide d’accélérer les négociations de paix avec la Finlande afin de pouvoir redéployer ses troupes contre les forces allemandes.
Le 4 août, le commandant de l’armée finlandaise, Carl Gustaf Emil Mannerheim devient le président de la Finlande, concentrant ainsi pouvoir militaire et politique.
Le 24 août, il invite les membres du gouvernement récemment formé à envisager la fin de la guerre.
Alexandra Kollontaï, ambassadeur de l'URSS en Suède, est interrogé sur les conditions de négociations de paix. La réponse de Staline, reçue cinq jours plus tard, est que le gouvernement soviétique n'acceptera la délégation finlandaise qu'à la condition que la Finlande déclare officiellement rompre ses relations avec l'Allemagne, et exige le retrait des troupes allemandes de son territoire avant le 15 septembre.
Près de 200 000 personnels militaires allemands étaient alors en poste en Finlande du Nord, qui ne pouvaient être évacués ou internés dans les deux semaines imparties. La Finlande était ainsi indirectement contrainte à une nouvelle guerre avec l'Allemagne, bénéfique pour l'URSS. Avant la conclusion de toute trêve avec les Soviétiques, Mannerheim transféra des forces de l’isthme de Carélie en Laponie . Il convoqua en tant que membres du nouveau gouvernement, l’ancien président Risto Ryti, l’ancien Premier ministre Edwin Linkomies et l’ancien ministre des Affaires étrangères Henrik Ramsay. Presque à l’unanimité, il fut décidé d’accepter les conditions de Moscou, aucune autre solution n’ayant pu être trouvée.
Le 2 septembre, le président finlandais Gustav Mannerheim annonça officiellement la rupture des relations avec l'Allemagne. Le lendemain, le 3 septembre, il ordonna le transfert d'unités de l'armée au nord.
Mannerheim proposa à Staline de commencer le retrait des troupes finlandaises des frontières à partir du 6 septembre 1944. Et il promit que les Finlandais se chargeraient de manière indépendante de l'évacuation des unités allemandes. Dans la nuit du 4 septembre, Staline ayant accepté les propositions de Mannerheim, l'accord sur la cessation des hostilités devait entrer en vigueur le lendemain matin. Ainsi à 7 heures, les troupes finlandaises, conformément à l'accord, cessèrent de tirer. Les troupes soviétiques continuèrent à se battre dans certaines régions jusqu'au 5 septembre.
Le 7 septembre, une importante délégation partit pour Moscou, où seuls les administrateurs de Mannerheim étaient présents. Il n'inclut pas, dans l'ambassade de la paix, de représentant de l'« opposition pacifique », ni Paasikivi, ancien ambassadeur finlandais de Moscou, un homme politique expérimenté et prudent. Les délégués furent obligés d'attendre pendant une semaine le début des négociations. La tension augmenta. Les Soviétiques n'offraient plus un traité de paix, mais une trêve.

## Conditions de paix
Initialement, les conditions furent à peu près similaires à ce qui avait été conclu lors du traité de paix de Moscou de 1940. 
En conséquence, les conditions proposées par Moscou se révélèrent plus dures que ne l'attendaient les Finlandais :
- le versement de l'équivalent à l'URSS de 300 millions de dollars au titre des réparations de guerre (celles-ci représentent, en 1945, 61 % des exportations du pays), ainsi que la légalisation des organisations communistes finlandaises et l'interdiction des organisations que l'URSS considérait comme fascistes.
- l'obligation d'expulser les troupes allemandes hors de son territoire, ce qui conduira à la guerre de Laponie entre la Finlande et l'Allemagne nazie, de septembre 1944 à avril 1945.

- la réduction de l'armée de Finlande en deux mois et demi.
- le désarmement des troupes allemandes sur le territoire finlandais, la remise des prisonniers de guerre allemands à l'URSS et l'internement des citoyens allemands et hongrois, la rupture des relations diplomatiques avec l'Allemagne et ses alliés.
- le retour en Union soviétique de la région de Petsamo (Pechenga en russe), « volontairement cédée à la Finlande par l’État soviétique en vertu des traités de paix du 14 octobre 1920 et du 12 mars 1940 ».
- la dissolution de toutes les organisations politiques, militaires et paramilitaires pro-hitlériennes, ainsi que des autres organisations menant une propagande hostile aux Nations unies, en particulier envers l'Union soviétique.
- la levée de l'interdiction des activités des organisations communistes.
- le renvoi en URSS de tous ses citoyens (y compris les Estoniens et 60 000 habitants de l'île).
- l'identification et le jugement des criminels de guerre.
- la cession du cap Hanko, de la péninsule de Porkkala et de ses environs pendant 50 ans, pour y construire une base militaire. Cette exigence était la plus inattendue. L'URSS cherchait à contrôler le golfe ainsi que la capitale de la Finlande, située à 17 km de Porkkala. Le Premier ministre Antti Hackzell, chef de la délégation finlandaise, qui l’avait appris de Molotov quelques heures à peine avant le début des négociations, ne supporta pas cette nouvelle et fit un accident vasculaire cérébral. Hackzell fut remplacé par le ministre des Affaires étrangères Enkel.

En outre, une partie de la Carélie avait déjà été cédée à l'URSS par le traité de paix de 1940, comme la région de Salla et un certain nombre d'îles du golfe de Finlande.
La convention d'armistice fut signée le 19 septembre 1944 sous l'autorité des gouvernements de l'URSS et du Royaume-Uni, représentées par Andreï Jdanov, ainsi que sous l'autorité du gouvernement finlandais, représenté par Karl Enkel, Rudolf Walden, Eric Heinrichs et Oscar Enkel.

## Les conséquences
Selon les termes de l'accord, les troupes soviétiques occupèrent le territoire cédé. Le 26 septembre 1944, des unités de la 272e division d'infanterie soviétique occupèrent Lakhdenpokhya.
Le 28 septembre 1944, le territoire de Porkkala fut transféré du côté soviétique. Le même jour eut lieu le premier affrontement armé avec les Allemands en Laponie, début de la guerre de Laponie.
À partir du 1er octobre 1944, les troupes soviétiques commencèrent à protéger la frontière de l'État, qui fut de nouveau déplacée à l'ouest de Vyborg et posée le long de la ligne dessinée en 1940.
Le 15 octobre 1944, la société « Finlande - Union soviétique » fut fondée.
En novembre 1944, à la demande de la Commission de surveillance alliée en Finlande présidée par Andreï Jdanov, représentant de l'URSS, furent dissoutes plusieurs organisations militaires, notamment le Corps de sécurité finlandais, la Lotta Svärd, et la Société académique de Carélie.
Vers la fin de 1944, la population civile, évacuée en 1941, commença à revenir sur le territoire redevenu partie intégrante de l'URSS.
Dans le cadre du renforcement des relations soviéto-finlandaises, l'URSS renonça rapidement, en 1956, à ses droits sur la péninsule de Porkkala.
Dans les années d'après-guerre, la Finlande adopta une position ferme de neutralité, préservant un système démocratique et une économie de marché, tout en devenant l'un des partenaires les plus importants de l'URSS.